# Мелроуз (Огайо)
Мелроуз (англ. Melrose) — селище (англ. village) в США, в окрузі Полдінґ штату Огайо. Населення — 233 особи (2020).

## Географія
Мелроуз розташований за координатами 41°5′19″ пн. ш. 84°25′12″ зх. д. / 41.08861° пн. ш. 84.42000° зх. д. (41.088719, -84.420035).  За даними Бюро перепису населення США в 2010 році селище мало площу 2,22 км², уся площа — суходіл.

## Демографія
Згідно з переписом 2010 року, у селищі мешкало 275 осіб у 102 домогосподарствах у складі 76 родин. Густота населення становила 124 особи/км².  Було 114 помешкання (51/км²).
Расовий склад населення:
| - 99,3 % — білих - 0,4 % — азіатів |

До двох чи більше рас належало 0,4 %. Частка іспаномовних становила 2,5 % від усіх жителів.
За віковим діапазоном населення розподілялося таким чином: 30,5 % — особи молодші 18 років, 57,5 % — особи у віці 18—64 років, 12,0 % — особи у віці 65 років та старші. Медіана віку мешканця становила 33,8 року. На 100 осіб жіночої статі у селищі припадало 93,7 чоловіків;  на 100 жінок у віці від 18 років та старших — 96,9 чоловіків також старших 18 років.
Середній дохід на одне домашнє господарство  становив 50 648 доларів США (медіана — 47 500), а середній дохід на одну сім'ю — 62 003 долари (медіана — 63 125). Медіана доходів становила 57 917 доларів для чоловіків та 37 188 доларів для жінок. За межею бідності перебувало 15,7 % осіб, у тому числі 17,9 % дітей у віці до 18 років та 15,8 % осіб у віці 65 років та старших.
Цивільне працевлаштоване населення становило 55 осіб. Основні галузі зайнятості: виробництво — 29,1 %, освіта, охорона здоров'я та соціальна допомога — 25,5 %, науковці, спеціалісти, менеджери — 16,4 %, публічна адміністрація — 10,9 %.